# Barre chords / バレーコード
『Barre chords / バレーコード』は、2016年に配信された日本映画。

## キャスト
- 東野カナ：青山美郷
- 矢部真央：宮坂光
- 安西裕子：松永かなみ
- アイツ/センパイ/カレ：品田誠

## スタッフ
- 監督： IKUROU
- 撮影：西田瑞樹、前信介
- 照明：陸浦康公、加藤大輝
- 録音：根本飛鳥、亀井耶馬人
- 衣装：部坂尚吾、清水武之、山本弥生
- 美術：中西理恵
- ヘアメイク：重野千尋、南原彩、中井夏乃
- 制作：久保孝之、佐藤允彦
- 音楽：磯部正人
- 編集：佐藤允彦
- 脚本：IKUROU

## 派生作品
- Girls Talk
  - 同作品の半年後の一コマを描いたベリーショートストーリー。公式ホームページにて公開。